# Coelichneumon consimilis
Coelichneumon consimilis là một loài tò vò trong họ Ichneumonidae.